# Beta Phoenicis
β Phoenicis ist ein Doppelstern im Sternbild Phönix. Beide Sterne im System sind Gelbe Riesen der Spektralklasse G8 III und haben beinahe denselben Entwicklungsstand und dieselben Eigenschaften. Die beiden Sterne umkreisen einander auf einer sehr elliptischen Bahn mit einer Periode von 168 Jahren.
Das Spezielle am System ist, dass die Entfernung trotz der großen Helligkeit bisher nicht über die Methode der Parallaxe bestimmt werden konnte. Die Daten des Hipparcos-Satelliten ergeben für die Parallaxe einen extrem großen Fehlerbereich. Aufgrund der Spektralklasse der beiden Sterne ist dennoch eine sehr grobe Entfernungsbestimmung auf etwa 200 Lichtjahre möglich.